# Zamek Pieniny
Zamek Pieniny, zamek Pieniński, zamek św. Kingi – ruiny średniowiecznego zamku, znajdującego się w Pieninach, w Krościenku nad Dunajcem.
Warownia została wzniesiona najprawdopodobniej na początku lat 80. XIII w. Jej powstanie jest wiązane z osobą św. Kingi – miała ona zlecić budowę zamku, który stanowiłby schronienie dla klasztoru klarysek na wypadek zagrożenia. Księżna wraz z zakonnicami schroniły się tu podczas III najazdu Tatarów.
Dalsza, XIV-wieczna historia zamku jest słabo udokumentowana. Najnowsze badania sugerują, że w XV w. był dalej użytkowany, mimo że wśród badaczy przeważa pogląd mówiący, że w XIV w. prawdopodobnie przestał być używany i uległ zniszczeniu podczas najazdu husytów lub wojsk Ścibora ze Ściborzyc na początku XV w.
Budowla jest jednym z najstarszych murowanych zamków w Polsce, stanowi przykład zamku wysokogórskiego. Mogła pomieścić sto osób i kilkudziesięciu żołnierzy, była obwarowana, otoczona przez trudne do przeforsowania skały, położona na dużej wysokości, wtopiona w krajobraz i trudna do wypatrzenia przez wroga.

## Lokalizacja

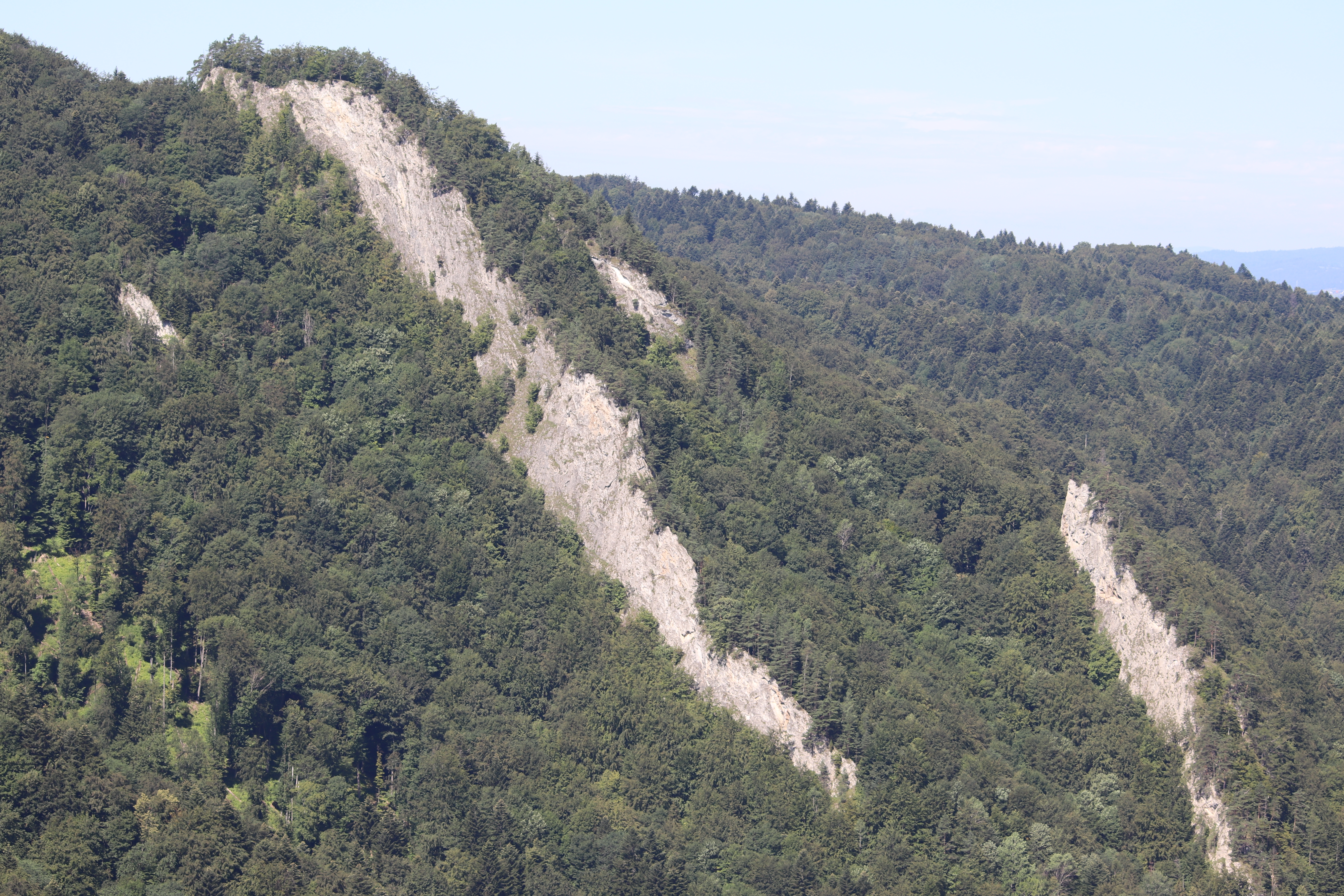
Zamkowa Góra, widok z Sokolicy

Zamek Pieniny usytuowany jest na północnym zboczu Zamkowej Góry (792,7 m n.p.m.), które opada w stronę przepływającego w pobliżu Hulińskiego Potoku. Szczyt stanowi część masywu Trzech Koron, od południowego i północnego wschodu jest ograniczony przez dolinę Pienińskiego Potoku, a od południa przez Zamkową Przełęcz łączy się z Ostrym Wierchem i główną częścią masywu, w tym ze szczytem Trzech Koron.
Położenie uniemożliwiało dostrzeżenie warowni zarówno z dolin, jak i z okolicznych wzniesień (z wyjątkiem trudno dostępnych północnych szczytów Pieninek). Stwarzało także warunki dogodne do obrony, przeszkodę dla najeźdźców stanowiły urwiska skalne, które ograniczają teren zamku od wschodu, południa i zachodu. W publikacjach naukowych zamek przedstawiany jest jako przykład założenia o nietypowym układzie przestrzennym, które zostało „w sposób mistrzowski wpisane w naturalny krajobraz”. Do warowni prowadziły dwa wejścia – zachodnie, główne, prowadziło do Krościenka przez przełęcz Szopkę, wschodnie przez dolinę Potoku Pienińskiego wiodło do przełomu Dunajca.
Ważnym aspektem, prawdopodobnie decydującym przy wyborze miejsca pod budowę muru tarczowego, była lokalizacja źródełka, które najprawdopodobniej istniało w miejscu cysterny zamkowej przed budową warowni i dostarczało załodze wody. W naturalny sposób zasypane liśćmi i ziemią, zostało odkryte podczas badań prowadzonych na terenie ruin. Narosły wokół niego legendy, a wodzie pochodzącej z niego zaczęto przypisywać moc uzdrawiającą.
Pozostałości obwarowań są zlokalizowane między 740 a 760 m n.p.m. Przy założeniu, że ufortyfikowany był także szczyt Zamkowej Góry, budowla stanowi najwyżej położony murowany zamek w polskiej części Karpat. Tuż poniżej warowni znajduje się grota świętej Kingi, miejsce pielgrzymek i kultu św. Kingi.

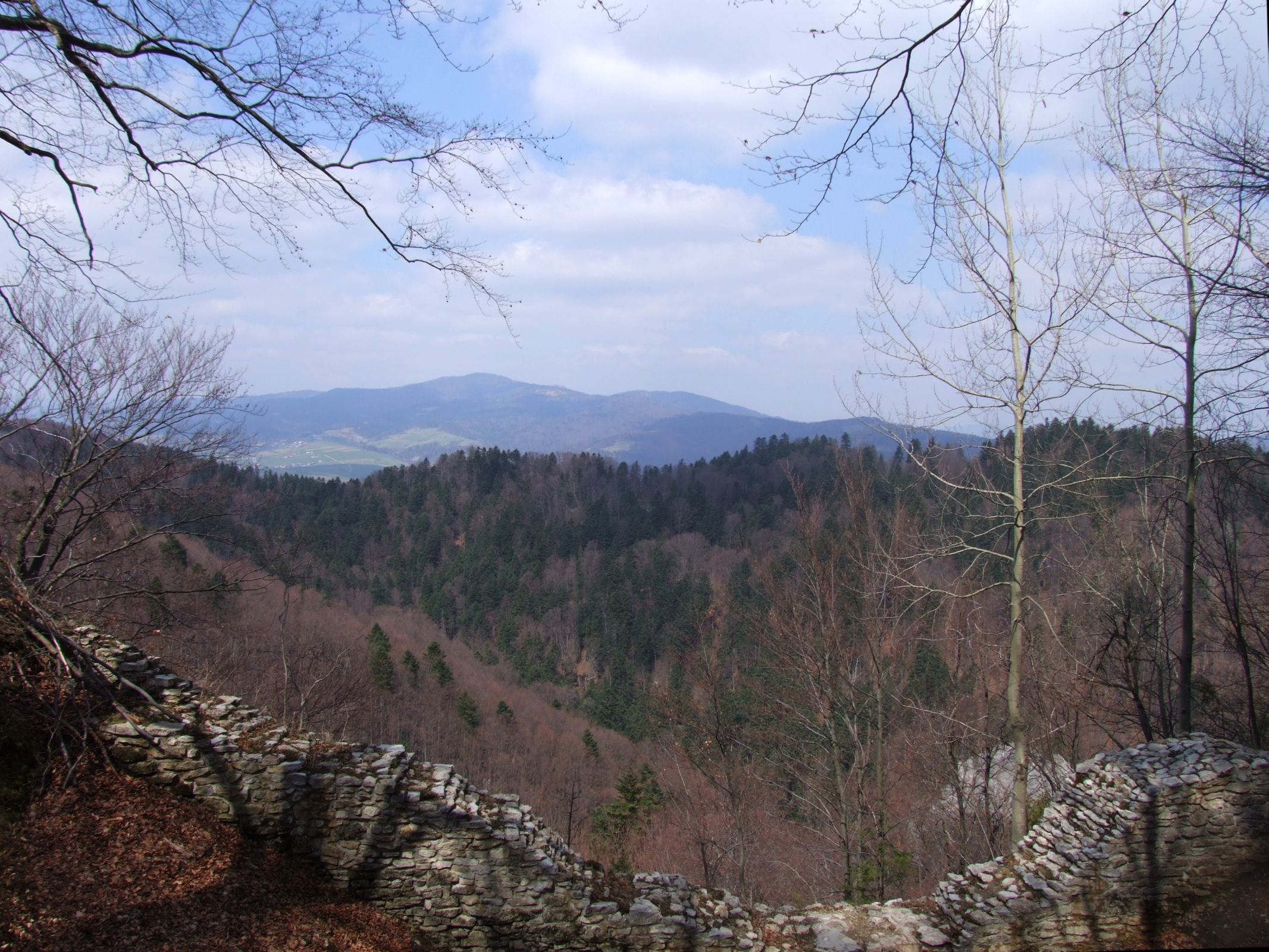
Widok z ruin zamku na Pieninki i Pasmo Lubania

Relikty zamku zostały objęte granicami Pienińskiego Parku Narodowego. Cechuje je bogata roślinność – spotkać tu można m.in. goździki, aster alpejski, smagliczkę skalną i chryzantemy Zawadzkiego; znajduje się tutaj także stanowisko szarotki alpejskiej, które wg Józefa Nyki może być pozostałością po XIX-wiecznych zabiegach transplantacyjnych Towarzystwa Tatrzańskiego. Zbocza Zamkowej Góry, niegdyś porośnięte przez bór sosnowy (spłonął w trwającym dwa tygodnie pożarze z 1915 r.), obecnie są porośnięte przez lasy jaworowe. Teren samego założenia zamkowego porastają lasy mieszane, o przewadze buka i jodły.
Ruiny znajdują się przy niebieskim szlaku PTTK, który prowadzi na Trzy Korony. Od szlaku do ruin biegną kamienne schody, zbudowane podczas wykuwania groty na początku XX w., z materiału pozyskanego z murów. Od schroniska PTTK „Orlica” warownię dzieli prawie 7 km, a od schroniska „Trzy Korony” – niecałe 3 km.

## Historia
Zamek Pieniny przez historyków i archeologów jest datowany na II połowę XIII w., mimo przekazu Jana Długosza, który sugeruje, że książę Bolesław Wstydliwy miał go odwiedzić już podczas I najazdu Tatarów z 1241 r. – najpewniej pisał on wówczas o innym grodzie zlokalizowanym gdzieś w Pieninach. Dzięki badaniom z lat 70. XX w. udało się w przybliżeniu określić datę budowy warowni na początek lat 80. XIII w., choć Daniel Gazda w swojej pracy sugeruje, że mogła ona mieć miejsce wcześniej lub później – najpewniej przed 1287 r. Wydarzenie to łączy się z osobą księżnej krakowskiej Kingi, która na początku swojego panowania dysponowała dużym majątkiem (40 tys. grzywien, czyli ok. 8,5 t srebra), wykorzystanym w większości na odbudowę Małopolski spustoszonej przez Mongołów. Zamek miał prawdopodobnie stanowić schronienie dla klarysek ze Starego Sącza na wypadek zagrożenia, mógł pomieścić sto osób i kilkudziesięciu żołnierzy. Był to przykład tzw. refugium – używano go jedynie w obliczu najazdu.
Budowla, jak na swoją epokę, była nowoczesna – w XIII w. warownie ciągle wznoszono w większości przy użyciu drewna i ziemi, rzadko z kamienia – w tamtym okresie nawet Wawel ciągle dysponował jedynie kurtynami drewniano-ziemno-kamiennymi. Zamek Pieniński jest jednym z pierwszych w Polsce i najprawdopodobniej pierwszym w Małopolsce zamkiem zbudowanym przy użyciu kamienia na zaprawie. Może to sugerować, że budowniczych sprowadzono z południa, gdzie murowane obiekty stawiano wcześniej, niż w Polsce – być może z Węgier, skąd pochodziła św. Kinga. Budowniczowie mogli brać przykład z XIII-wiecznego palatium na Wawelu lub budowanego od XII w. Zamku Spiskiego.
Z istnieniem twierdzy wiązane jest powstanie Sromowiec i Krościenka. Według Karola Potkańskiego w pobliżu zamku musiała istnieć większa osada, która stanowiłaby dla załogi i przyjezdnych zaplecze gospodarcze. Bronisław Krzan sugeruje, że można identyfikować ją właśnie z Krościenkiem. Średniowieczna osada Crosno, jak pisze M. Książek w swojej pracy Zarys rozwoju przestrzennego Krościenka nad Dunajcem w okresie średniowiecza, miała być pierwotnie położona w pobliżu tzw. Gródka, przy dzisiejszej ul. Pienińskiej, czyli przy drodze prowadzącej do pienińskiej warowni.

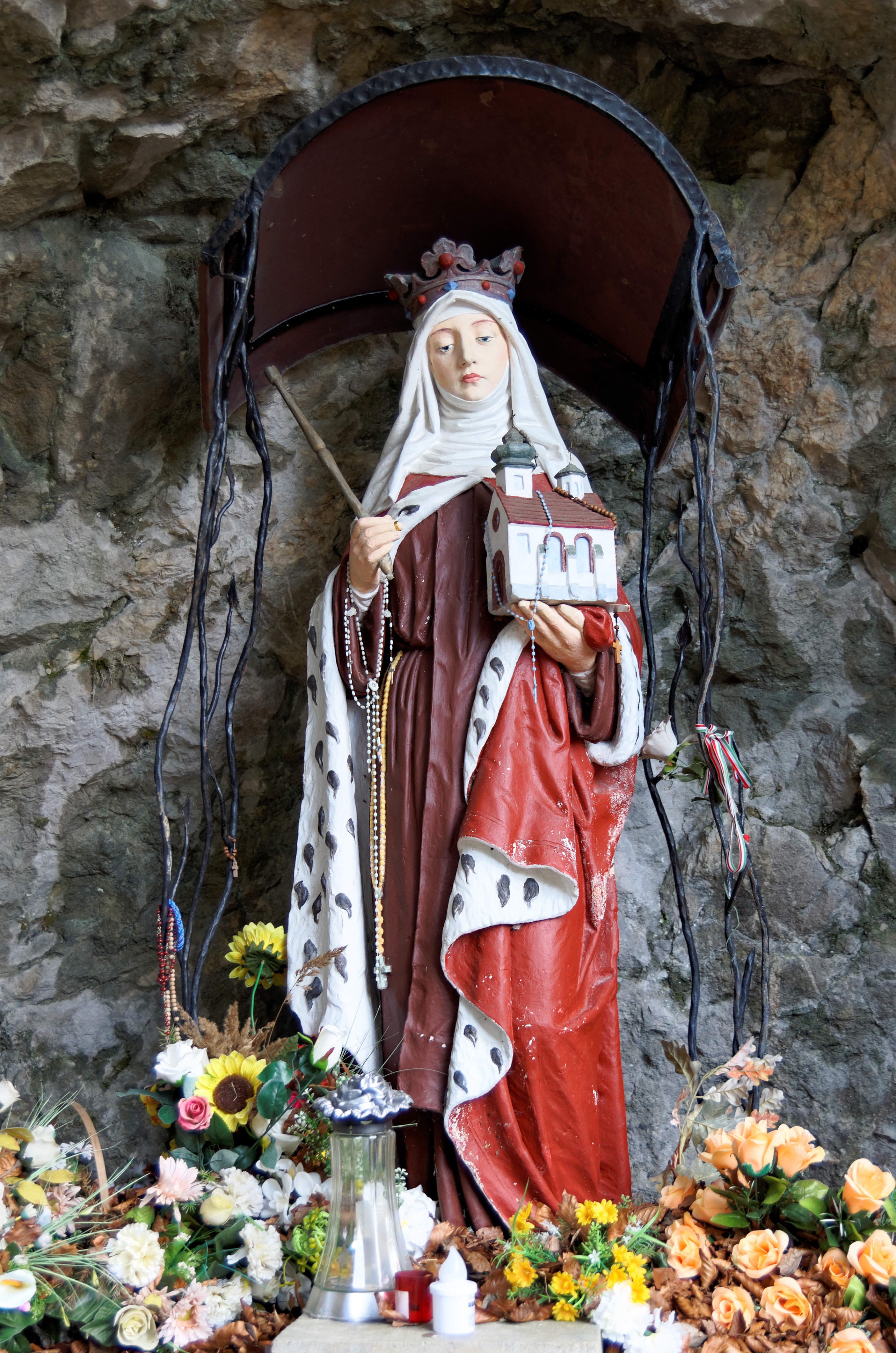
Figurka św. Kingi z groty poniżej zamku

Pierwsza uznawana za wiarygodną wzmianka o budowli pochodzi z XIV w. Źródło sugeruje, że po dowodzonym przez Nogaja III najeździe mongolskim na Polskę, Kinga miała się tu schronić wraz ze swoim dworem, kapłanami, rycerzami oraz z 70 klaryskami (wśród których znajdowały się także jej siostry, królewny Jolenta i Konstancja) na początku grudnia 1287 r. Tatarzy nie podjęli wówczas próby zdobycia warowni – usiłowali podpalić zamek przez ostrzał, jednak wycofali się w obliczu nadciągającej z Węgier odsieczy.
Po najeździe warownia przestała pojawiać się w źródłach. W historiografii przeważa pogląd mówiący, że XIV w. prawdopodobnie podupadła i zeszła do roli lokalnej strażnicy, mało przydatnej ze względu na oddalenie od głównych traktów handlowych i istnienie większego zamku Czorsztyn, który przeszedł wówczas rozbudowę. W XV w. zamek Pieniny miał zupełnie nie być już użytkowany. Według teorii Andrzeja Skorupy został zburzony w 1410 r. przez wojska Ścibora ze Ściborzyc (wysłane przez Zygmunta Luksemburskiego jako pomoc dla Krzyżaków toczących wówczas wojnę z Polską), które spustoszyły Sądecczyznę. XIX-wieczne źródło mówi z kolei, że budowlę zniszczyły w 1431 lub 1433 r. wojska husyckie. Daty te nie są jednak pewne – zamek mógł być jeszcze wykorzystywany jako baza wypadowa przez husytów lub wojska węgierskie Macieja Korwina w 1474 r. Z badań prowadzonych w latach 2020–2021 wynika, że budowla była ciągle użytkowana w XV w. Jeszcze w XVII w. miały się tu schronić przed dżumą klaryski.
Zamek w czasie swojej stosunkowo krótkiej historii raczej nie był w żaden sposób przebudowywany – badania wykazały, że mury są dość jednorodne i zostały wykonane w tym samym okresie.

### Ruiny

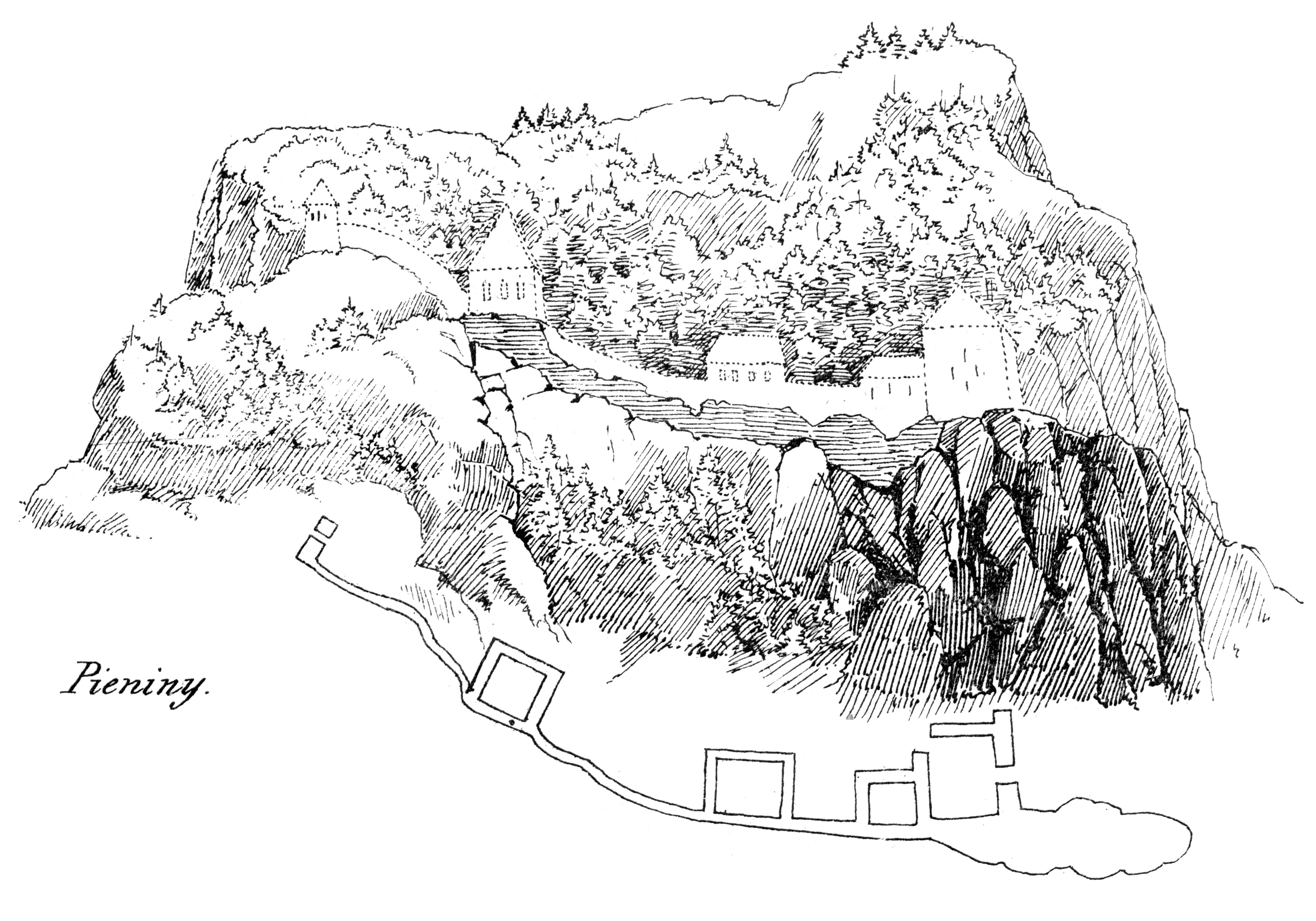
Zamek wg Szczęsnego Morawskiego

W XVII i XVIII w. warownia była wymieniana w opracowaniach geograficznych jako przykład wybitnie obronnego zamku – pojawiła się w publikacji Laurence'a Eacharda z 1782 r. W XIX w. ruiny były miejscem pielgrzymek, m.in. kuracjuszy szczawnickich, chętnie odwiedzali je także poszukiwacze legendarnych skarbów, które miały być ukryte gdzieś na obszarze warowni – stały się miejscem amatorskich wykopalisk. Ruiny bywały wówczas czasem błędnie uznawane za szczątki klasztoru św. Kingi. W wydanej w 1863 r. publikacji F. J. Szczęsnego Morawskiego pt. Sądecczyzna pojawia się pierwszy opis zamku o charakterze naukowym. W 1894 r. Towarzystwo Tatrzańskie wytyczyło do niego oficjalną ścieżkę, która w 1906 r. została oznakowana farbą. W 1904 r. wybudowano tu pustelnię, a do znajdującej się poniżej zamku groty św. Kingi wstawiono figurę autorstwa Władysława Druciaka. W 1925 r. grań Zamkowej Góry zabezpieczono żelazną barierą
Pod koniec lat 20. XX w. pojawiły się kolejne publikacje, które wspominały o zameczku: System obronny doliny Dunajca w XIV w. Heleny Langerówny oraz Pomniki architektury epoki piastowskiej we województwie Krakowskiem i Kieleckiem Tadeusza Szydłowskiego. Powtarzały one w zasadzie tezy postawione przez Szczęsnego Morawskiego w Sądecczyźnie. Dopiero kolejna praca Szydłowskiego, Inwentarz topograficzny powiatu nowotarskiego kwestionowała zaproponowany przez Morawskiego plan budowli. W latach 1938–1939 Tomasz Szczygielski z Muzeum Pienińskiego poprowadził pierwsze badania archeologiczne w obrębie reliktów, których wynikiem było m.in. odnalezienie szczątków tura oraz odkrycie pozostałości cysterny. Wydobyto z ziemi także groty strzał, metalowe naczynia, grot włóczni, gwoździe i sprzączkę od pasa. Prace przerwał jednak wybuch wojny – Szczygielski zginął w Auschwitz, a zabytki i znaczna część dokumentacji zaginęły. Pojedyncze zabytki znajdują się w zbiorach Muzeum Pienińskiego im. Józefa Szalaya w Szlachtowej.
Szczygielski był autorem kilku teorii, od których po późniejszych badaniach odeszli współcześni naukowcy  . Uważał on, że budowa warowni pokroju zamku Pieniny musiała być zbyt kosztowna dla słabych książąt dzielnicowych i mógł ją rzekomo zapoczątkować jeszcze Bolesław Chrobry. Potwierdzenie tej teorii miało stanowić znalezienie pochodzącej z przełomu X i XI w. ceramiki. Inna hipoteza Szczygielskiego mówiła, że budowla miała zostać wzniesiona przez legionistów rzymskich, jako „strażnica” w pobliżu bursztynowego szlaku. W ruinach znaleziono bowiem monetę z czasów Konstancjusza II. Obiekt mógł według niego potencjalnie stanowić także schronienie „raubritterów”, napadających na kupców.

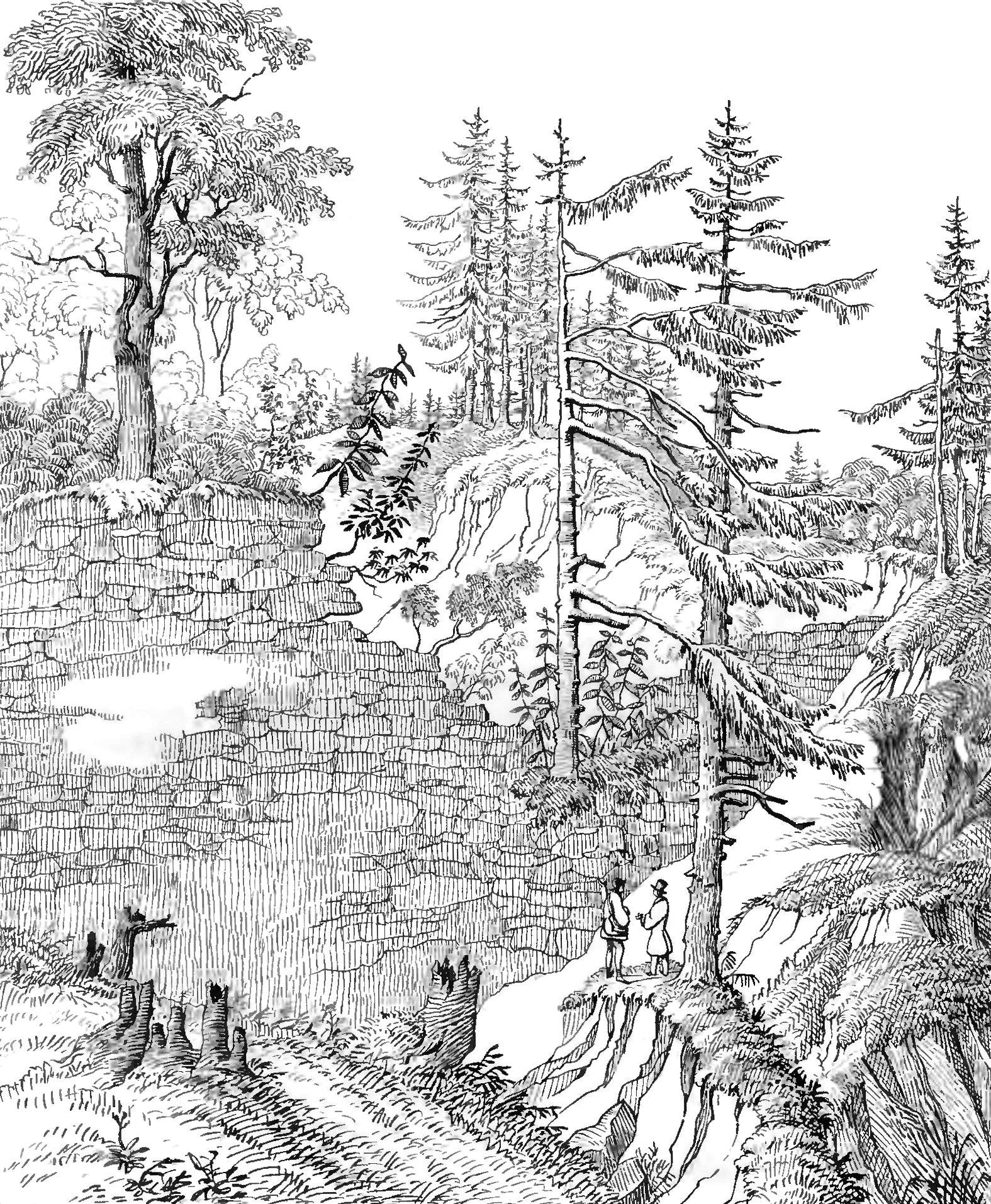
Ruiny na ilustracji M. B. Stęczyńskiego

W 1951 r. ruiny zostały ujęte w Katalogu Zabytków Sztuki w Polsce. Wykopaliska wznowiono po 1953 r., prowadziła je Karpacka Ekspedycja Archeologiczna pod kierownictwem Andrzeja Żakiego. Badania te były prowadzone na mniejszą skalę, miały charakter sondażowy. Ich wyniki zostały częściowo zawarte w publikacji Archeologia Małopolski wczesnośredniowiecznej, choć nigdy nie zostały w pełni opublikowane. Kolejne prace, prowadzone przez Instytut Archeologii Uniwersytetu Jagiellońskiego, odbyły się w latach 1976–1978, pod kierownictwem Marii Cabalskiej (1976-1977) i Stanisława Kołodziejskiego (1977-1978). Zrekonstruowano linię murów, ujawniono ślady cysterny, która zaopatrywała obrońców w wodę i odkryto pozostałości murów w południowej części Góry Zamkowej. Jednocześnie wydobyto kolejne groty strzał i włóczni, fragmenty naczyń glinianych, gwoździe i brązową buławę.
W 2003 r., po staraniach administracji Pienińskiego Parku Narodowego (PPN), ruiny wpisano do rejestru zabytków. Ruiny oczyszczono z roślinności, wyprofilowano odpływy wody wg koncepcji Piotra Stępnia i wykonano nad sklepieniem piwnicy drewnianą, odciążającą platformę. W 2004 wyremontowano schody i szlaki umożliwiające dotarcie do ruin. W latach 2006–2007 PPN podjął próbę ratowania reliktów. Prace, wykonywane za projektem P. Stępienia, nadzorował S. Kołodziejski. Zabezpieczono mury i uzupełniono ubytki w kamieniu, ponownie odsłonięto w całości (wraz z posadzką na dnie) cysternę, odkopano studnię o głębokości 2 m i odwodniono teren. W 2009 r. pozostałości zamku zostały, po uprzednim wytyczeniu szlaków, otwarte dla turystów.
W 2017 r. osunął się strop piwnicy budynku „bramnego”. Warownię ponownie zamknięto dla zwiedzających. W 2018 r. badania nad zamkiem rozpoczął Daniel Gazda z fundacji „Ureusz” w Warszawie. Kolejne prace archeologiczne miały miejsce w latach 2020–2021, pod kierownictwem D. Gazdy prowadziła je działająca przy fundacji „Ureusz” Pienińska Misja Archeologiczna. W tym samym czasie odbył się remont, podczas którego zrekonstruowano mury i sklepienie budowli, które przykryto nową platformą. Transport potrzebnych materiałów odbywał się przy użyciu helikoptera. 1 grudnia 2020 r. PPN na swoim profilu w serwisie Facebook poinformował, że zamek został znowu otwarty.

## Architektura
Założenie zamkowe ma unikatową formę, posiadającą w regionie niewiele analogii. Stanowi przykład wykorzystania w celach obronnych warunków wysokogórskich – w Polsce przykładem podobnej budowli jest Zamek Sokolec, znajdujący się na Dolnym Śląsku. Mury zamkowe wzniesiono z wapienia pozyskanego na miejscu; kamienne bloki zostały złączone przy pomocy zaprawy wapienno-piaskowej. Wątek murów przypomina romański, jest podobny do tzw. appareil allongé. Nie występują w nim warstwy wyrównawcze, tak jak w murach budowli XIV-wiecznych, co potwierdza datowanie obiektu na okres wcześniejszy, czyli XIII w.

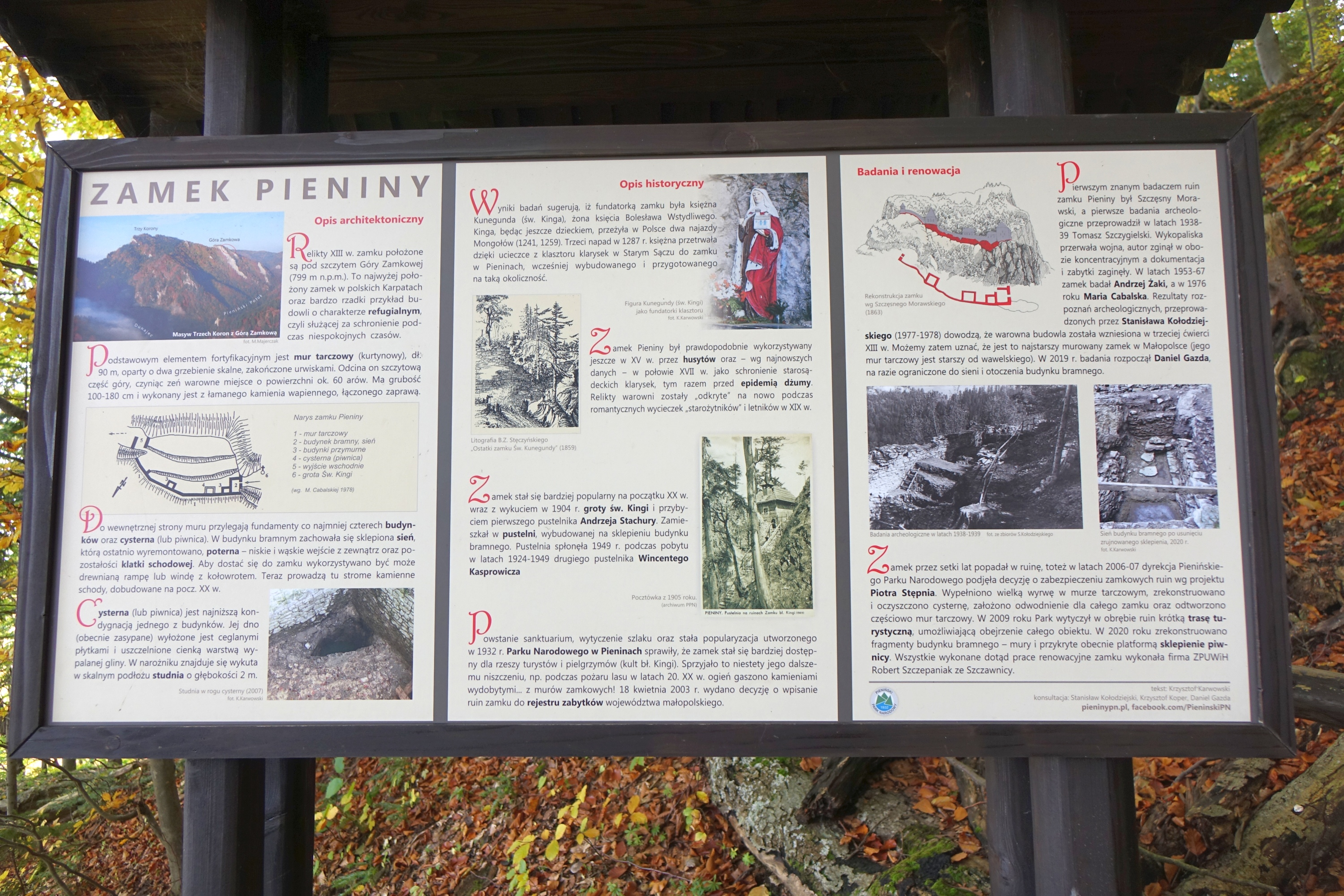
Tablica informacyjna

Główny mur tarczowy (kurtynowy), o długości ok. 80 m, biegł łagodnym łukiem, rozpięty między dwiema skałkami. Jego pierwotna grubość wynosiła na całej długości (poza kilkoma krótkimi odcinkami) ok. 160 cm w partii położonej tuż nad odsadzką, obecnie na skutek uszkodzeń i poddania działalności czasu jest to ok. 100–120 cm. Zachował się prawie na całej długości, tylko na odcinku wschodnim został przykryty przez roślinność. Niewykluczone, że mógł być nadbudowany drewnem. Mury poprzeczne zamykały rozpadliny we wschodniej (tzw. Dolina Jaworowa) i zachodniej części założenia zamkowego. Mur zachodni zachował się do wysokości ok. 5,5 m i jest dobrze czytelny. W poziomie piwnicy jest szeroki na ponad 2,5 m, a w koronie – na ok. 1,8 m. Dwa mury wschodnie, które dzieliła wzajemnie odległość ok. 5–6 m, są dość słabo widoczne, ukryte pod roślinnością. Miały przeciwstawny układ, każdy z nich przylegał tylko do jednej ze skałek, między którymi był wzniesiony – wewnętrzny wiązał się ze stokiem południowym, a od skałki północnej dzieliło go 2–2,5 m, a zewnętrzny mur przylegał do północnej grani skalnej i względem stoku południowego był położony w podobnej odległości. Układ ten może sugerować istnienie w tym miejscu bramy – potwierdzać to ma średniowieczna zasada architectura militaris – wejście „prawoskrętne” sprzyjało obrońcom, gdyż wrogom trudniej się było wówczas osłaniać tarczami noszonymi na lewym ramieniu.

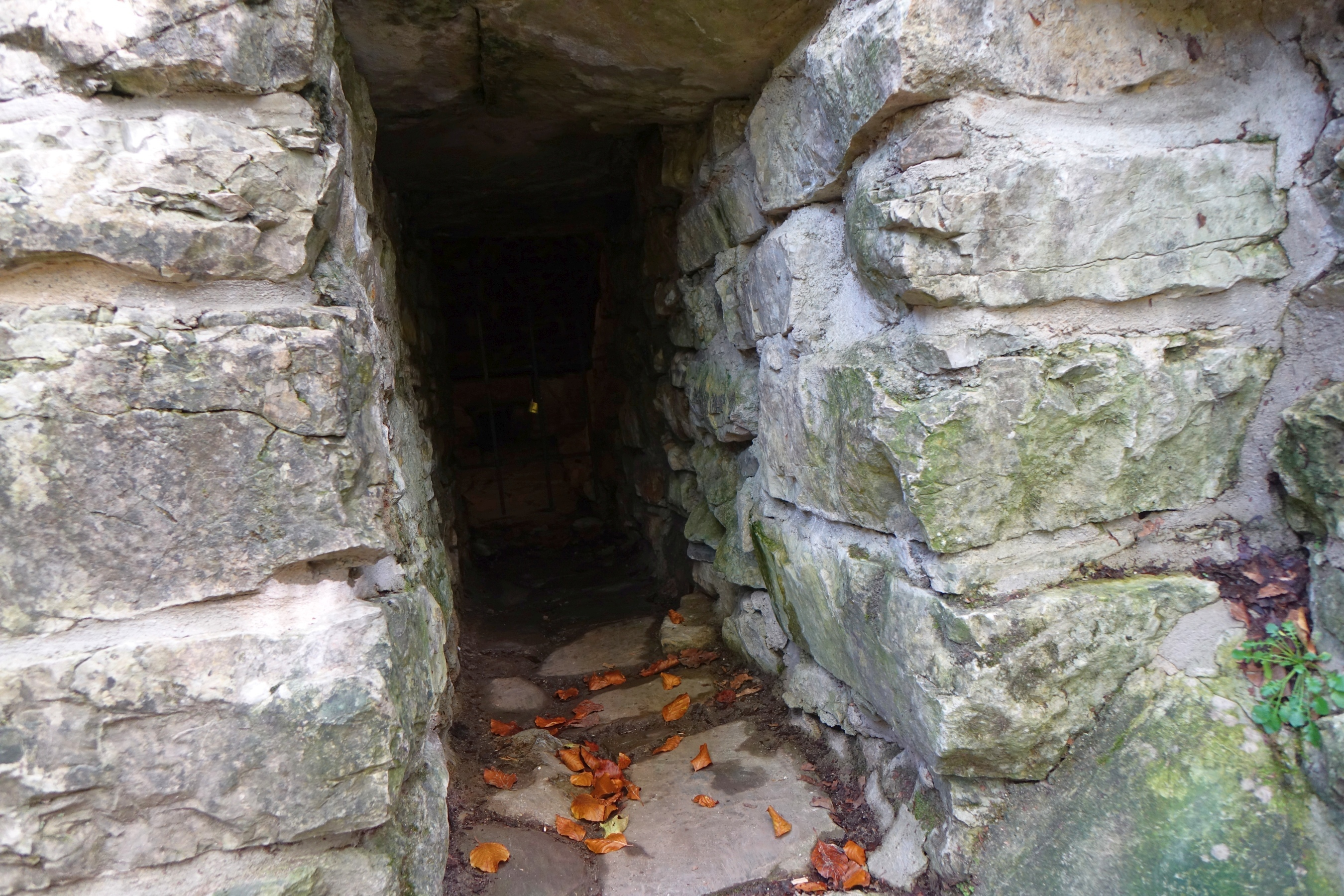
Otwór interpretowany jako poterna

Do muru głównego przylegało kilka budynków. Ich mury są znacznie cieńsze od muru kurtynowego, mają ok. 100 cm grubości. Osadzona na skałach kwadratowa budowla o wymiarach 11×11 m, o piwnicy sklepionej kolebką z łamanego kamienia i kamiennej posadzce, przylegała do głównego muru tarczowego oraz do muru zachodniego. Możliwe, że był to budynek bramny z krenelażem i hurdycją, choć mogła to być kwadratowa wieża, do której można było wejść przez kosz na kołowrocie. W murze, tuż nad skałą, na której był osadzony, zachował się prowadzący do piwnicy otwór z kamiennym nadprożem, którego autentyczność potwierdzają XIX-wieczne ilustracje. Nie jest zdobiony obramieniem, jest wyodrębniony w wątku murów, ma wymiary 93 × 46 cm i przypomina poternę. Zdaje się to sugerować, że budynek pełnił funkcję wieży ostatecznej obrony. Drugie wejście do piwnicy, przez prymitywne kamienne schody, prowadziło od wschodu.
Do budynku zachodniego przylegał drugi, mniejszy, o wymiarach ok. 5×6 m. Relikty tego obiektu są nieczytelne, ponieważ przykrywa je nasyp ziemny, co uniemożliwiło naukowcom ich dokładne przebadanie. Józef Nyka w swoim przewodniku sugeruje, że mogą to być pozostałości fundamentów baszty lub komnaty.

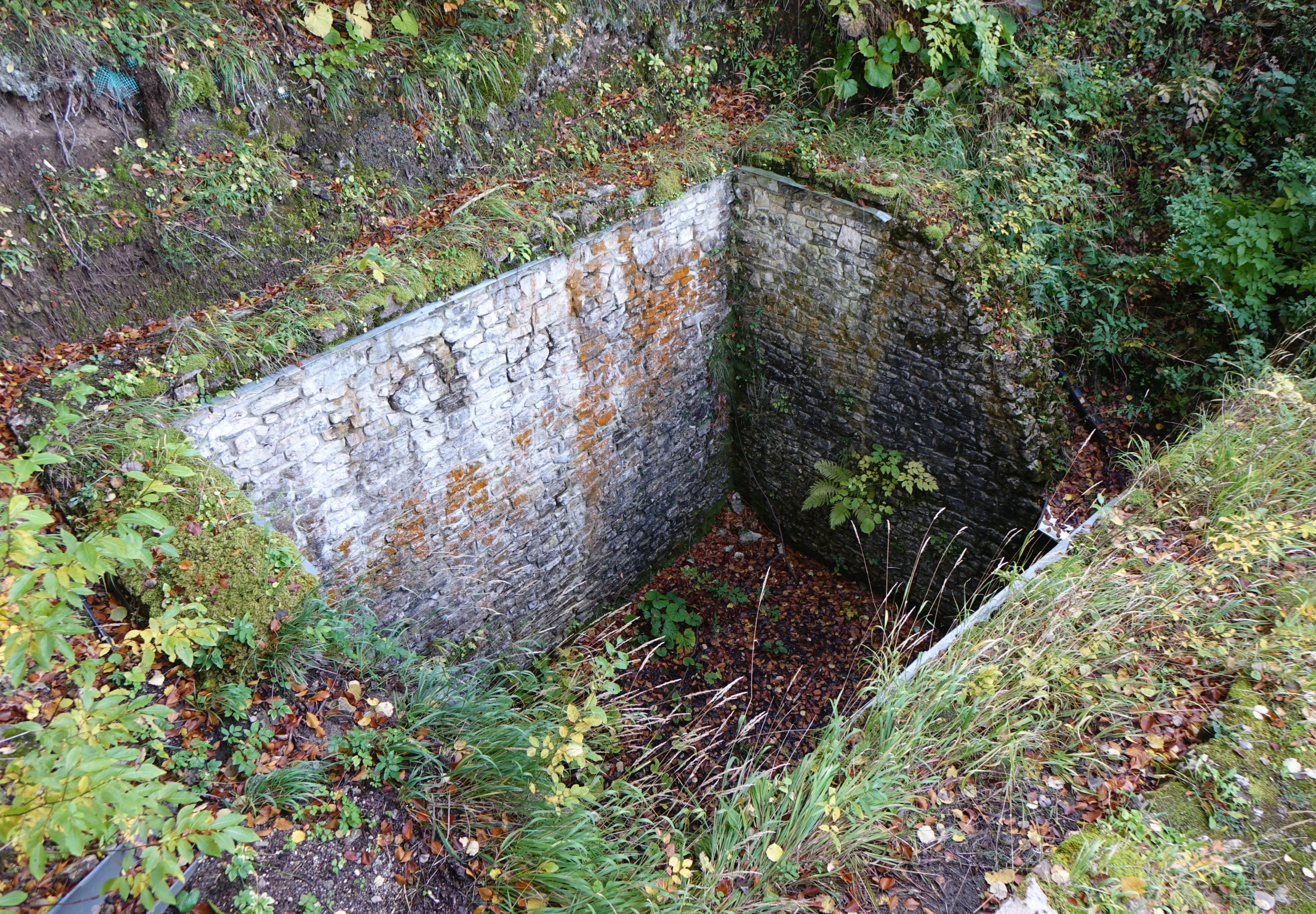
Cysterna

Ściany kolejnej budowli, o wymiarach wewnętrznych 4×6 m, zachowały się bez lica. Ocembrowane zagłębienie jest interpretowane jako cysterna. Wskazuje na to fakt, że w odkrytej w rogu obiektu 2-metrowej studni zbiera się woda z okresowo wysychającego źródełka św. Kingi. Dno cysterny wyłożone jest czerwoną posadzką, płytki posadzkowe przypominają ułożone nieregularnie połówki cegieł. Wątek murów w tym miejscu jest najbardziej staranny, co badacze tłumaczą koniecznością zapewnienia obiektowi szczelności; dodatkowo dno pokryto cienką warstwą nieprzepuszczalnej dla wody przepalonej gliny. Grubość muru kurtynowego w tym rejonie u podstawy wynosi ok. 260 cm. Ponadto czytelna jest odsadzka, szeroka w przybliżeniu na metr.
Przy kurtynie znajdowały się jeszcze dwie budowle. Pozostałości pierwszej z nich są już nikłe i ledwie czytelne, w wyniku badań archeologicznych stwierdzono, że pomieszczenie miało wymiary wewnętrzne ok. 2×4 m. O istnieniu drugiej budowli świadczą relikty dwóch poprzecznych murów. Ich długość wynosi do 2,5 m, są odległe od siebie o ok. 2 m.
Poza budowlami murowanymi, w pobliżu muru wzniesiono także obiekty drewniane, których pozostałości się nie zachowały. Podobne obiekty prawdopodobnie zostały zbudowane na stoku – choć wydaje się on zbyt pochyły, by mógł stanowić miejsce dla zabudowań, archeolodzy odkryli ślady naturalnych lub sztucznych podcięć, na których takie budynki, być może połączone drewnianymi kładkami, mogłyby stać. Same obiekty murowane nie mogłyby pomieścić stałej załogi oraz ludzi, którzy czasowo szukali schronienia (dwór księżnej i zakonnice). Ponadto, niezbędne było także miejsce na pomieszczenia gospodarcze.

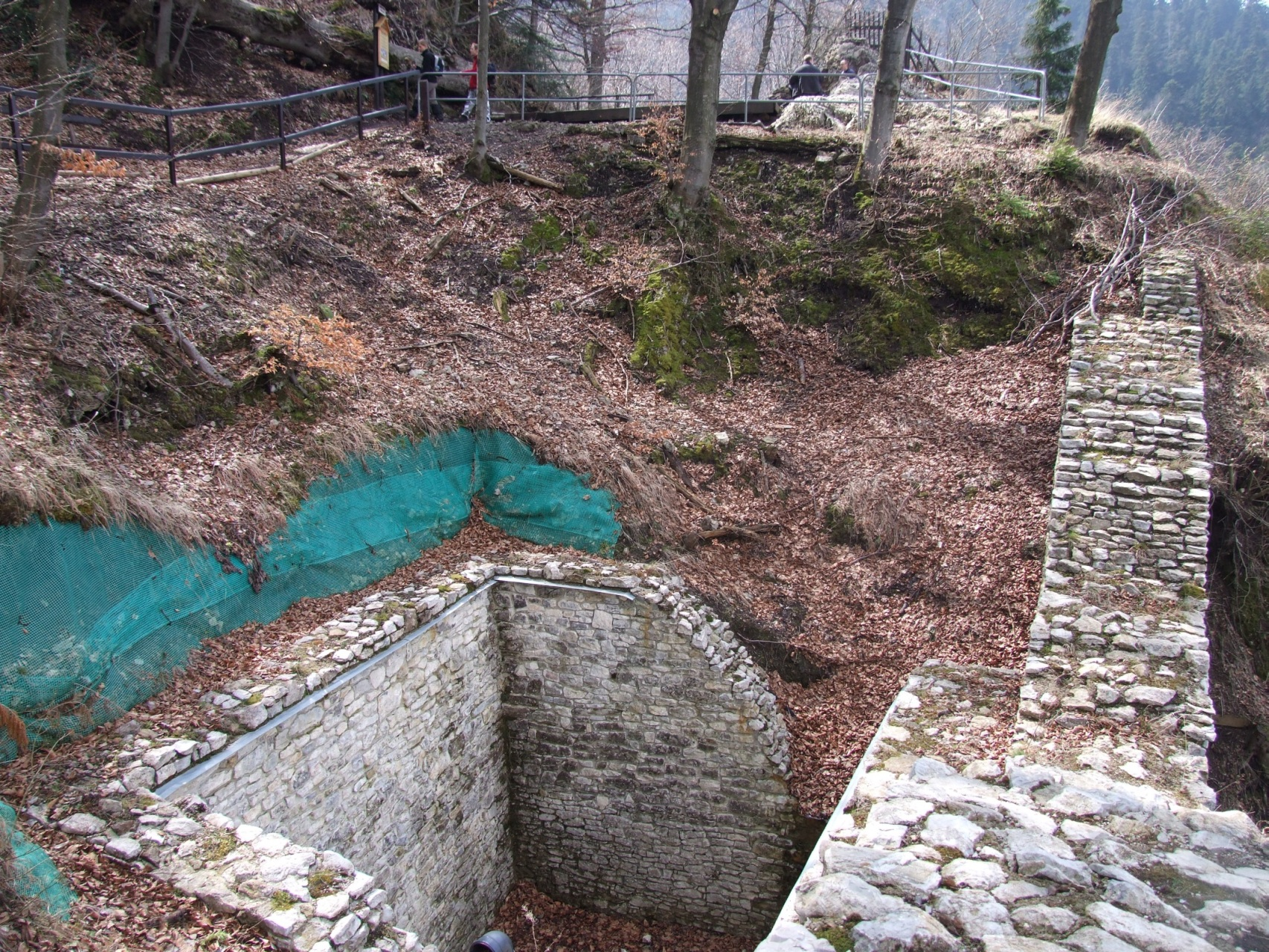
Fragment murów

Po wewnętrznej stronie głównego muru tarczowego zachowały się pozostałości krótkich murków. Murki parapetowe najprawdopodobniej zabezpieczały krawędzie skalne góry – ślady murków tego typu znaleziono w czasie badań z lat 70. XX w. na grani południowej. Według jednej z teorii, mur mógł się znajdować na samym szczycie Góry Zamkowej i osłaniać zamek przed atakiem ze strony Ostrego Wierchu. Zgodnie ze stanem badań na 2006 r., ślady te nie zostały zweryfikowane.
Ciekawość badaczy wzbudziła, znajdująca się w miejscu obecnej kładki prowadzącej poza mury, przerwa w ciągłości muru o szerokości ok. 86 cm, okrawędziowana ciosami. Pojawiły się różne hipotezy dotyczące pełnionej przez nią funkcji – mógł to być przepust odwadniający (na co wskazuje fakt, że w miejscu tym gromadzi się woda) lub furta/skryte wejście. Ze względu na fakt, że otwór słabo się zachował (brakuje środkowej i górnej części) żadna z teorii nie może zostać jednoznacznie potwierdzona.
Ponieważ nie zachowały się ilustracje przedstawiające zamek sprzed XIX w., badaczom ciężko jest oszacować wysokość murów. Wiadomo, że budowla była raczej niska i pozbawiona wysokich wież, gdyż ich istnienie przeszkadzałoby w ukryciu warowni przed napastnikami. Stępień i Karczmarczyk w swojej pracy sugerują, że wysokość budynków zamkowych raczej nie przekraczała wysokości muru tarczowego – wyjątkiem mógł być obiekt zachodni, który swym kształtem mógł przypominać krępą wieżę.
Łączna powierzchnia założenia wynosiła ok. 0,4–0,6 ha.

## Legendy
Z zamkiem powiązana jest legenda. Podczas najazdu tatarskiego, kiedy w warowni schroniły się klaryski, oblężeniem miał dowodzić niejaki Abu Bej. Miał on dowiedzieć się o istnieniu zamku od jednego z jeńców. Liczył, że wraz ze zdobyciem zamku, posiądzie skarby, którymi zarządzały zakonnice. Załoga zamku nie była liczna – wydawało się, że nie ma szans na obronę. Po całonocnych modlitwach mniszek udało się z trudem odeprzeć poranny atak Tatarów, jednak kosztem dotkliwych strat w ludziach. W końcu od strzały zginął ostatni rycerz – zakonnice pozostały same. Wówczas, dzięki gorliwym modlitwom klarysek, miał zdarzyć się cud. Chmury przesłoniły niebo, a do tego nadeszła gęsta mgła, która sprawiła, że Tatarzy nie byli już w stanie dostrzec zamku. Zatraceni we mgle, zsunęli się w przepaść.

## W kulturze
Zamek stał się tematem wiersza Podtatrzanina (Konstantego Maniewskiego) pt. Przy gruzach zamku św. Kunegundy w Pieninach.